# Nankhel
Nankhel (nep. नङखेल) – gaun wikas samiti w środkowej części Nepalu w strefie Bagmati w dystrykcie Bhaktapur. Według nepalskiego spisu powszechnego z 2001 roku liczył on 930 gospodarstw domowych i 5213 mieszkańców (2583 kobiet i 2630 mężczyzn).